# Craspedolepta punctulata
Craspedolepta punctulata är en insektsart som beskrevs av Loginova 1962. Craspedolepta punctulata ingår i släktet Craspedolepta och familjen rundbladloppor. Inga underarter finns listade i Catalogue of Life.